# Cucullia eucaena
Cucullia eucaena là một loài bướm đêm trong họ Noctuidae.